# Talatat

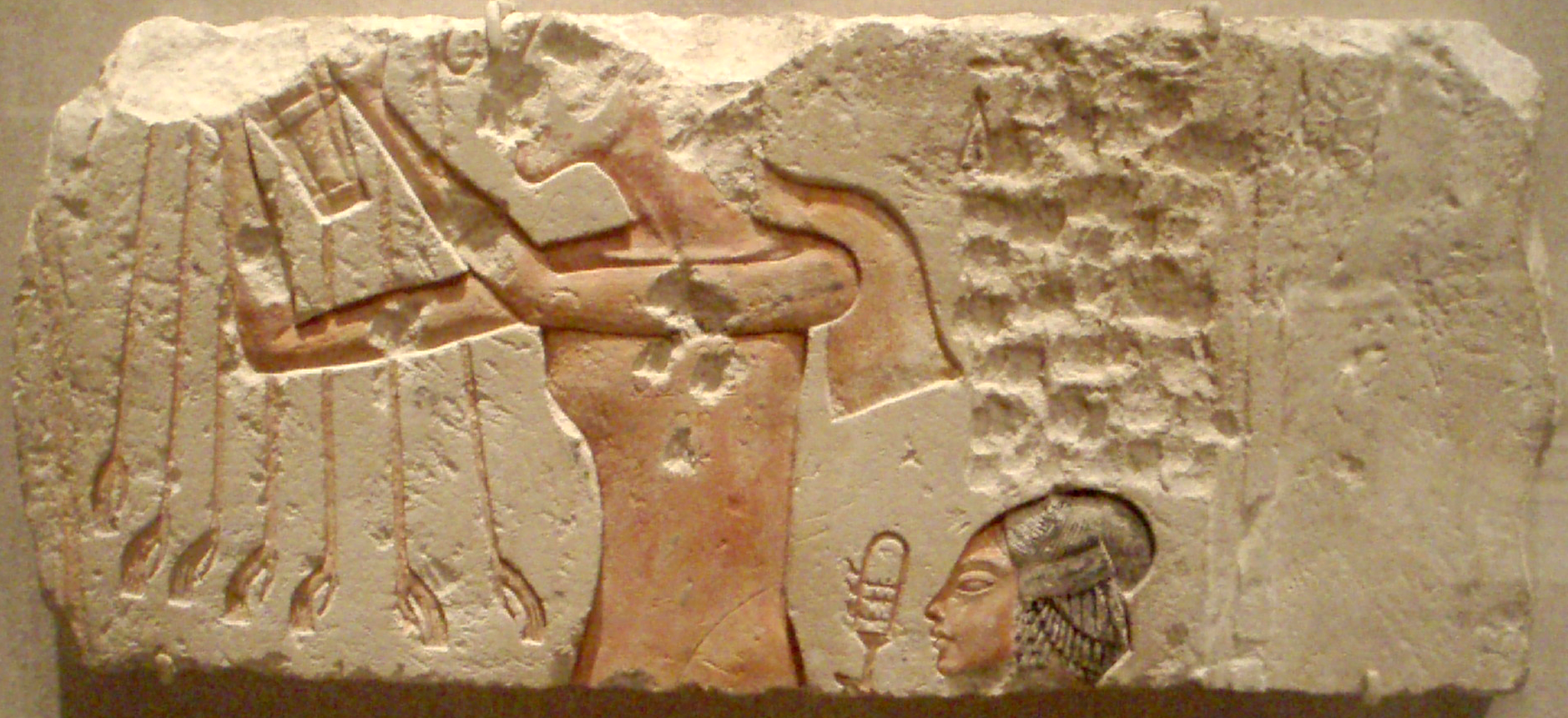

Een talatat is een stenen blok van 27x 27x 54 cm. Ze werden gebruikt door Echnaton voor het bouwen van zijn monumenten in Karnak en Amarna. De blokken waren gemakkelijker hanteerbaar en zo kon aan een sneller tempo worden gewerkt. Van de gebouwen van Echnaton is niets meer en de talatat werden gebruikt als opvulling voor de monumenten in Karnak. Zo hebben ze er duizenden teruggevonden en een deel van de scènes kunnen reconstrueren.